# Choi Ri
Choi Ri (29 de junio de 1995) es una actriz surcoreana. 

## Carrera
Es miembro de la agencia UL Entertainment (UL엔터테인먼트).
Fue nominada en los Grand Bell Awards a Mejor Actriz y ganó el premio New Rising Award por su papel debut en el 2016 en la película histórica Spirits' Homecoming.
El 2 de noviembre de 2020 se unió al elenco principal de la serie Birthcare Center donde dio vida a la joven madre Lee Roo-da, hasta el final de la serie el 24 de noviembre del mismo año.

## Filmografía

### Películas
| Año  | Título              | Rol       |
| ---- | ------------------- | --------- |
| 2016 | Spirits' Homecoming | Eun-kyung |
| 2017 | Soon-Yi             | Shin-joo  |
| 2018 | Keys to the Heart   | Soo-jung  |

### Series de televisión
| Año       | Título                     | Rol                          | Red     |
| --------- | -------------------------- | ---------------------------- | ------- |
| 2016      | Blow Breeze                | Kim Soon-ok joven (invitada) | MBC     |
| 2016-2017 | Goblin                     | Park Kyung-mi                | tvN     |
| 2017      | Witch at Court             | Seo Yoo-ri                   | KBS2    |
| 2018      | Come and Hug Me            | Chae Seo-jin                 | MBC     |
| 2019      | Because It’s My First Love | Oh Ka-rin                    | Netflix |
| 2020      | Birthcare Center           | Lee Roo-da                   | tvN     |
| 2022      | Bloody Heart               | Cho Yeon-hee                 | KBS2    |

### Programas de variedades
| Año  | Programa    | Notas    |
| ---- | ----------- | -------- |
| 2019 | Running Man | invitada |

## Premios y nominaciones
| Año  | Premio                          | Categoría               | Nominación          | Resultado |
| ---- | ------------------------------- | ----------------------- | ------------------- | --------- |
| 2016 | 11th Asia Model Festival Awards | Premio nueva estrella   | [NA]: {{{1}}}       | Nominada  |
| 2016 | 53 Grand Bell Awards            | Mejor Actriz Revelación | Spirits' Homecoming | Nominada  |
| 2016 | 53 Grand Bell Awards            | Premio Nueva estrella   | Spirits' Homecoming | Ganadora  |